# Ziegwebersberg
Ziegwebersberg ist eine Ortschaft der Stadt Leichlingen (Rheinland) im Rheinisch-Bergischen Kreis, die aus einer mittelalterlichen Hofstelle hervorgegangen ist.

## Lage und Beschreibung
Ziegwebersberg liegt nördlich des Zentrums von Leichlingen zwischen Rupelrath im Norden und Unterberg im Westen. Durch den Ort führt die Landesstraße 288. Östlich der Ortslage verläuft die Wupper.

## Geschichte
Die Karte Topographia Ducatus Montani aus dem Jahre 1715 zeigt den Hof unter dem Namen Siegwebersberg. Im 18. Jahrhundert gehörte der Ort zum Kirchspiel Leichlingen im bergischen Amt Miselohe. 1815/16 lebten 50 Einwohner im Ort, 1830 waren es 56 Einwohner.
1832 gehörte Ziegwebersberg der Bürgermeisterei Leichlingen an. Der laut der Statistik und Topographie des Regierungsbezirks Düsseldorf als Hofstadt kategorisierte Ort besaß zu dieser Zeit neun Wohnhäuser und 15 landwirtschaftliche Gebäude. Zu dieser Zeit lebten 77 Einwohner im Ort, davon neun katholischen und 68 evangelischen Glaubens. 1867 wurde die Bahnstrecke Gruiten–Köln-Deutz eröffnet, die direkt am Ort vorbei trassiert ist.
Im Gemeindelexikon für die Provinz Rheinland werden 1885 22 Wohnhäuser mit 99 Einwohnern angegeben. 1895 besitzt der Ort 19 Wohnhäuser mit 95 Einwohnern, 1905 22 Wohnhäuser und 95 Einwohner.
Östlich des Hofs wurde 1950 eine neue Siedlung mit Gerät aus den Beständen der Nothilfe- und Wiederaufbauverwaltung der Vereinten Nationen (UNRRA) von zunächst 17 Neusiedlern gegründet. Die Straßen wurden nach heimischen Baumarten benannt. 2007 wurde Ziegwebersberg um drei Straßen, Rupelrather Weg, Am Mühlenberg und Kämpchenstraße, erweitert.